# ヤマハ・モティフ
モティフ（MOTIV）は、ヤマハ発動機が2013年の東京モーターショーに参考出品した四輪のコンセプトカーである。

## 概要
モティフはマルチホイールで未だ体験したことのない感動をテーマに人機一体感がもたらすドライビングプレジャーを追求した新発想の自動車である。 ゴードン・マレーデザイン社が提唱するF1に源流を持つ軽量かつ高剛性な車両構造で鋼管パイプとコンポジットパネル接着の組み合わせによる基本骨格の考え方において走行性能と環境性能を両立したパーソナルモビリティを開発するシステムでi-Streamコンセプトによる軽量・高剛性・高強度なスケルトンフレームを採用しガソリンエンジン、EV、ハイブリッド、レンジエクステンダーなどパワーユニットを選ばない柔軟性を備えて走る楽しさだけでなく、ハイレベルの安全性とライフサイクル環境インパクトの最小化を追求している。 
2017年2月9日、都内で開いた決算会見でヤマハ発動機の柳弘之は4輪車開発プロジェクトが実機検証の段階に入ったことを明らかにし、2016年から実機検証をやり始めていると説明している。実機検証のための精密な設計と実際の走行の確認を2017年に行う予定で現在、駐在員をロンドンに送って精密な設計をやっているところとしている。
2018年12月11日、ヤマハは自動車事業への進出凍結を発表した。